# Abimael Guzmán
Manuel Rubén Abimael Guzmán Reynoso (Mollendo, 3 december 1934 – Callao, 11 september 2021), ook wel bekend onder zijn nom de guerre voorzitter Gonzalo (Spaans: Presidente Gonzalo), was de leider van het Lichtend Pad tijdens de maoïstische opstand in Peru. In 1992 werd hij gevangen genomen door de Peruaanse regering en werd hij veroordeeld tot levenslange gevangenisstraf voor terrorisme en verraad.
In de jaren zestig en zeventig was Guzmán professor in de filosofie. Als actief links politicus werd hij sterk beïnvloed door het marxisme en het maoïsme. Zijn ideologie van gewapende strijd ging uit van de kracht van de inheemse bevolking. Zijn studenten noemden hem dr. "Puka Inti", "Rode Zon" in het Quechua.
Onder leiding van Guzmán kenmerkte het optreden van het Lichtend Pad zich door geweld tegen boeren, vakbondsleiders en democratisch gekozen functionarissen, van wie de beweging veronderstelde dat ze samenwerkten met de Peruaanse staat.

## Levensloop
Guzmán werd geboren in het dorp Tambo bij Mollendo, een havenstad in de provincie Islay, in de regio Arequipa, ongeveer 1.000 kilometer ten zuiden van Lima. Hij was de onwettige zoon van een welgestelde koopman, een winnaar van de nationale loterij die zes kinderen kreeg van drie verschillende vrouwen. Zijn moeder, Berenice Reynoso, stierf toen hij slechts vijf jaar oud was. Guzmán draagt de achternaam van zijn vader.
Van 1939 tot 1946 woonde Guzmán bij de familie van zijn moeder. Na 1947 woonde hij met zijn vader en de vrouw van zijn vader in de stad Arequipa, waar hij het Colegio De La Salle (een particuliere katholieke middelbare school) bezocht. Op 19-jarige leeftijd begon hij zijn studie aan de faculteit sociale wetenschappen aan de Universidad Nacional de San Agustín (Nationale Universiteit van Sint Augustinus, UNSA) in Arequipa. Zijn studiegenoten beschreven hem later als verlegen, gedisciplineerd, obsessief en ascetisch. Zijn politieke denken werd steeds meer beïnvloed door het boek 7 ensayos de Interpretación de la Realidad Peruana ("7 uitleggende essays over de Peruaanse realiteit") van José Carlos Mariátegui, de oprichter van de Communistische Partij van Peru.
In Arequipa voltooide Guzmán bacheloropleidingen in de filosofie en de rechten. In 1962 kreeg hij een aanstelling als professor in de filosofie aan de Universidad Nacional de San Cristóbal de Huamanga (Nationale Universiteit van Sint Christoffel van Huamanga, UNSCH) in Ayacucho, gelegen in de Peruaanse Andes. Rector aan die universiteit was destijds Efraín Morote Best, een antropoloog die volgens sommigen de ware intellectuele leider zou worden van de Lichtend Pad-beweging. Aangemoedigd door Morote leerde Guzmán Quechua, de taal die in Peru door een groot deel van de inheemse bevolking wordt gesproken, en werd hij steeds actiever in linkse politieke kringen. Hij inspireerde gelijkgestemde jonge academici die streefden naar een revolutie in Peru. In de jaren zeventig werd Guzmán tweemaal gearresteerd wegens deelname aan gewelddadige opstanden in Arequipa tegen de regeringen van Velasco Alvarado en Belaúnde Terry. In 1965 bezocht hij voor het eerst de Volksrepubliek China, waar hij onderwijs kreeg in de dictatuur van het proletariaat en in de organisatie van illegale clandestiene politieke en terroristische activiteiten. Halverwege de jaren zeventig verliet Guzmán de universiteit om zich verder aan de Peruaanse revolutie te wijden.
In de jaren zestig was de Peruaanse Communistische Partij versplinterd door ideologische en persoonlijke geschillen. Bij het Chinees-Sovjet Conflict en de Rode schisma kozen Guzmán en verschillende andere Peruaanse communisten de kant van Mao Zedong. Guzmán was medeoprichter van de maoïstische groep Bandera Roja (Rode Vlag). Bij de conferentie in 1971 van deze Bandera Roja ontstond er een partijscheuring, waarbij de groep rond Guzmán verder ging als Sendero Luminoso (Lichtend Pad). De naam "Lichtend Pad" was geïnspireerd door uitspraken van de filosoof José Carlos Mariátegui, die verklaarde dat het marxisme-leninisme het lichtende pad naar de revolutie was.
Guzmán nam het pseudoniem president (of kameraad) Gonzalo aan, en pleitte voor een door boeren geleide revolutie naar maoïstisch model. Hij zag zichzelf als het "Vierde zwaard van het Marxisme": de vierde opvolger na Marx, Lenin en Mao. Hij bekritiseerde het imperialisme van de Verenigde Staten, en tegelijkertijd ook het Sovjet-imperialisme dat hij "sociaal-imperialisme" noemde.
In februari 1964 trouwde hij met Augusta La Torre (ook bekend onder haar pseudoniem Camarada Norah), die behulpzaam was bij het oprichten van het Lichtend Pad. Zij stierf in 1988 onder onduidelijke omstandigheden. Eind augustus 2010 trouwde Guzmán met Elena Iparraguirre, die net als hij - in een andere gevangenis - een levenslange gevangenisstraf uitzit vanwege haar betrokkenheid bij het Lichtend Pad.
Guzmán beschouwde zichzelf als atheïst en was het eens met de uitspraak van Karl Marx dat religie "opium van het volk" zou zijn. Tegelijkertijd echter wilde hij religieuze diversiteit respecteren en zag hij religie niet als een hindernis voor de gewapende strijd.

## Opstand
Beperkte de Lichtend Pad-beweging zich aanvankelijk hoofdzakelijk tot academische kringen aan de Peruaanse universiteiten, aan het eind van de jaren zeventig ontwikkelde de beweging zich tot een guerrillagroep rond Ayacucho. In mei 1980 lanceerde de groep de oorlog tegen de regering door in Chuschi, een dorp nabij Ayacucho, de stembussen te verbranden in een poging om de eerste democratische verkiezingen in het land sinds 1963 te verstoren.
Aanvankelijk probeerde Guzmán de steun van burgers te krijgen door mensen te vervolgen die beschouwd werden als corrupte en impopulaire functionarissen. De steeds genadelozer wordende werkwijzen van het Lichtend Pad, met strikt opgelegde avondklokken, een verbod op alcohol en een algemeen gevoel van angst en onveiligheid, leidden echter tot een groeiende afkeer van de burgers tegen de communistische partij. Er ontstonden plattelandsmilities (rondas Campesinas) die het leger steunden in de strijd tegen het Lichtend Pad. De boeren die Guzmán wilde verdedigen, keerden zich juist tegen hem en zijn beweging. Zo ontstond een cyclus van geweld, waarbij maoïstische guerrilla's meedogenloze expedities begonnen tegen Peruaanse burgers in het Andesgebied.
De reputatie van Guzmán als meedogenloze moordenaar verspreidde zich breed toen hij ook actief werd in de hoofdstad Lima. Na een reeks van bomaanslagen en moorden raakte het hele land geschokt toen in 1992 een autobom explodeerde in de Tarata-straat, een van de drukste commerciële districten van Lima. Guzmán ontkent verantwoordelijkheid voor de aanslag door te stellen dat het een "betreurenswaardige fout" was.

## Arrestatie en gevangenschap

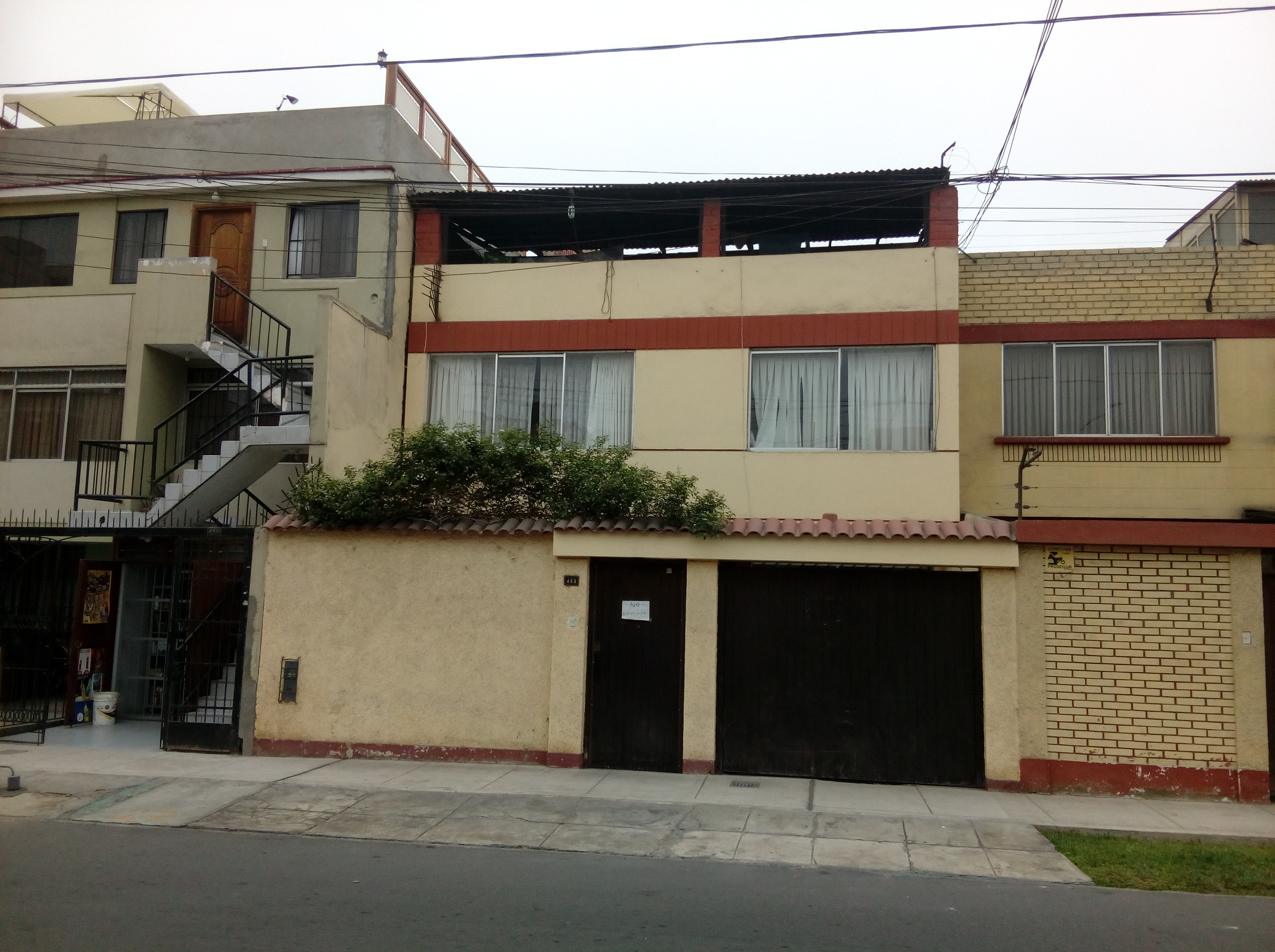
De woning in Lima waar Abimael Guzmán in 1992 werd gearresteerd

In 1992, tijdens de eerste termijn van president Alberto Fujimori, trokken verschillende woningen in Lima de aandacht van de nationale autoriteit tegen terrorisme (Dirección contra el terrorismo, DIRCOTE). Men vermoedde dat het Lichtend Pad ze als safehouse gebruikten. De agenten van DIRCOTE doorzochten regelmatig het afval uit het huis, dat omvangrijker was dan door de bewoning van slechts één persoon kon worden verklaard. Bovendien werden er gebruikte tubes crème gevonden voor de behandeling van psoriasis, een aandoening waarvan bekend was dat Guzmán eraan leed. Op 12 september 1992 overviel een eenheid van DIRCOTE de woning, en werd Guzmán met acht anderen gearresteerd. Dit betekende echter niet het einde van de activiteiten van het Lichtend Pad.
Guzmán werd berecht door een militaire rechtbank, waarvan de leden volgens de toenmalige door de regering van Fujimori aangenomen bepalingen een kap over het hoofd droegen. Na een driedaags proces werd Guzmán veroordeeld tot levenslange gevangenisstraf op het eiland San Lorenzo voor de kust van Lima, in het eerste jaar zonder bezoek en daarna met hooguit twee bezoekers per maand. Guzmán ging in onderhandeling om tijdens zijn gevangenschap toch enkele voorrechten te krijgen, in ruil voor de beëindiging van de activiteiten van het Lichtend Pad. Op 1 oktober 1993 riep hij in een videoboodschap op tot een staakt-het-vuren. Dit leidde binnen het Lichtend Pad tot verdeeldheid over de toekomst van de organisatie. De meesten guerrilla's accepteerden de verklaring als een teken van nederlaag en gaven zich over. Een klein deel zette de strijd echter voort.
Hoewel er weinig twijfel over bestond dat Guzmán inderdaad de leider was van het Lichtend Pad, dienden in 2003 meer dan 5.000 personen hoger beroep in bij het Peruaanse constitutionele hof. Zij vroegen om de vonnissen tegen meer dan 1.800 veroordeelde terroristen, onder wie Guzmán, nietig te verklaren. De rechtbank verklaarde dat de militaire processen ongrondwettelijk waren geweest en beval nieuwe processen voor civiele rechtbanken. Het nieuwe proces van Guzmán begon op 5 november 2004. Hij en andere kaderleden van het Lichtend Pad riepen communistische leuzen naar de perstribune, twee rechters verschoonden zich van de zaak, en het proces eindigde in chaos. Guzmáns derde proces leidde op 13 oktober 2006 tot een nieuwe veroordeling tot levenslange gevangenisstraf op grond van moord en terrorisme. Het voorlezen van het vonnis duurde meer dan zes uur.
In 2014 werden Guzmán en zijn vrouw Iparraguirre berecht voor de Tarata-bomaanslag te Lima in 1992. Op 11 september 2018 werd hij veroordeeld tot een tweede levenslange gevangenisstraf. Hij kwam in de maximaal beveiligde gevangenis te Callao terecht. Zijn medegevangenen waren daar onder meer Víctor Polay Campos, leider van de terroristische Movimiento Revolucionario Túpac Amaru, en Vladimiro Montesinos, het voormalige hoofd van de nationale geheime dienst die toezicht hield op de bouw van de gevangenis en die diende onder de inmiddels ook veroordeelde president Alberto Fujimori.
Guzmán overleed op 11 september 2021 op 86-jarige leeftijd.